# Santa Cruz (miasto w Boliwii)
Santa Cruz, Santa Cruz de la Sierra – miasto we wschodniej Boliwii, położone nad rzeką Piraí, na wysokości 416 m n.p.m.. Pełni funkcję stolicy departamentu Santa Cruz, a ponadto jest obecnie największym miastem Boliwii.

## Historia

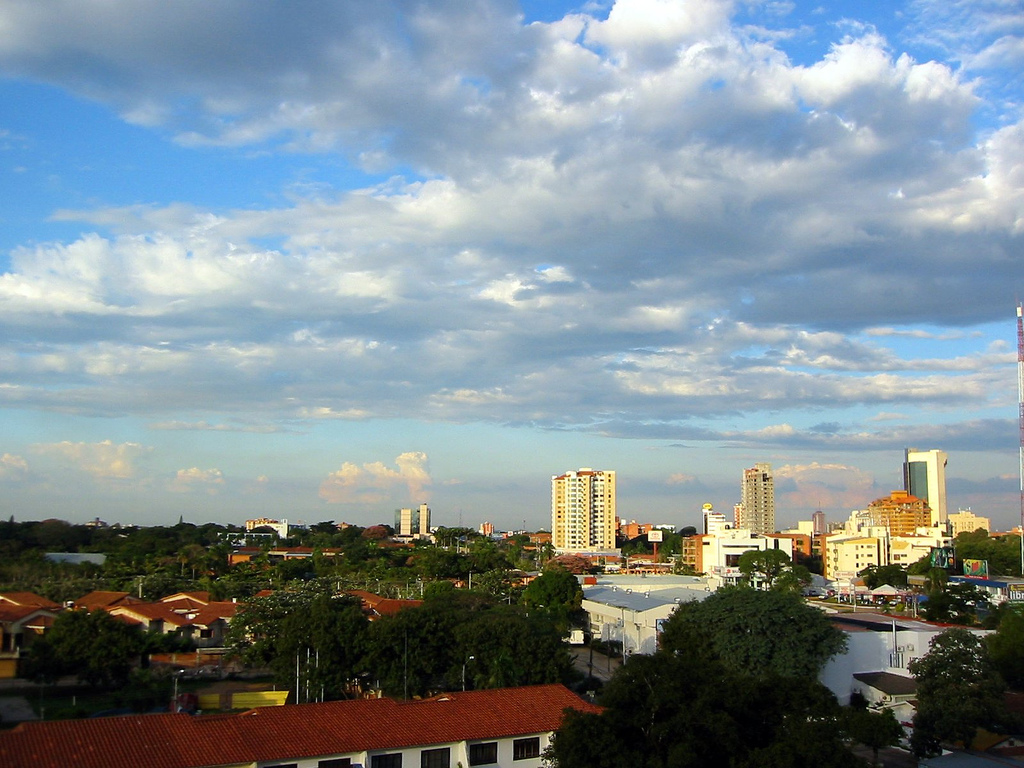
Panorama Santa Cruz

Miasto zostało założone 26 lutego 1561 roku przez hiszpańskiego konkwistadora, kapitana generała Ñufla de Cháveza. Pierwotnie powstało 220 km na wschód od swojego obecnego położenia (w pobliżu San José de Chiquitos), ale w 1621 roku z rozkazu króla Hiszpanii, Filipa IV zostało przeniesione w aktualne miejsce, 50 km na wschód od Kordyliery Orientalnej. Oryginalne miejsce miasta okazało się zbyt podatne na ataki lokalnych plemion. Sam założyciel miasta został zabity w 1568 roku przez członków metysowego plemienia Itatine, składającego się z tubylczej ludności i hiszpańskich osadników.
Głównym celem miasta było zaopatrywanie reszty kolonii w takie produkty jak ryż, bawełna, cukier i owoce, a jego dobrobyt trwał do końca XIX wieku, kiedy to otwarto szlaki transportowe między La Paz a wybrzeżem Peru. To sprawiło, że towary importowane były tańsze niż te przywożone z Santa Cruz szlakami obsługiwanymi przez muły.
W okresie poprzedzającym niepodległość Boliwii w 1825 roku wschodnie regiony hiszpańskich kolonii były w dużej mierze lekceważone przez władze. Chociaż wokół Santa Cruz dobrze rozwijało się rolnictwo, Hiszpanie ciągle dążyli do pozyskiwania bogactw mineralnych, w jakie obfitowały bogate i bardziej gościnne boliwijskie wyżyny.
W 1954 roku ukończono budowę autostrady łączącej Santa Cruz z innymi głównymi ośrodkami, dzięki czemu miasto wyszło ze stuletniego zastoju gospodarczego. Natomiast ukończenie w połowie lat 50. XX wieku linii kolejowej, biegnącej do Brazylii otworzyło szlaki handlowe na wschód, w związku z czym rozwinęły się uprawy roślin tropikalnych, takich jak pomarańcze, trzcina cukrowa, banany i kawa, a w konsekwencji samo miasto. Jeszcze w połowie lat 70. XX wieku Santa Cruz było zamieszkane przez około 257 000 osób. Od tego czasu nastąpił gwałtowny wzrost liczby ludności - spis powszechny z 1992 roku wykazał, że liczba mieszkańców miasta wynosi 697 278 osób, natomiast według spisu przeprowadzonego w 2001 roku Santa Cruz zamieszkiwało już 1 113 582 ludzi. Oznaczało to, że Santa Cruz stało się największym miastem Boliwii, wyprzedzając pod tym względem jej oficjalną stolicę - La Paz. Obecnie wciąż trwa rozwój gospodarczy miasta.

## Transport i gospodarka
Santa Cruz jest ważnym węzłem drogowym w tej części kraju. Znajduje się tutaj port lotniczy Viru Viru. Miasto jest istotnym ośrodkiem rolniczego okręgu uprawy trzciny cukrowej, tytoniu szlachetnego, ryżu, bawełny i kukurydzy. W mieście rozwinął się przemysł spożywczy, skórzany, włókienniczy oraz chemiczny. W okolicach miasta odkryto złoża ropy naftowej i gazu ziemnego, a w samym mieście powstała rafineria ropy naftowej. Odkrycie dużych złóż żelaza i magnezu w departamencie Santa Cruz przyczyniła się do względnego rozwoju tej części kraju.

## Edukacja
Santa Cruz jest siedzibą założonego w 1879 roku Uniwersytetu Autonomicznego im. Gabriela René Moreno i innych instytucji edukacyjnych.

## Turystyka

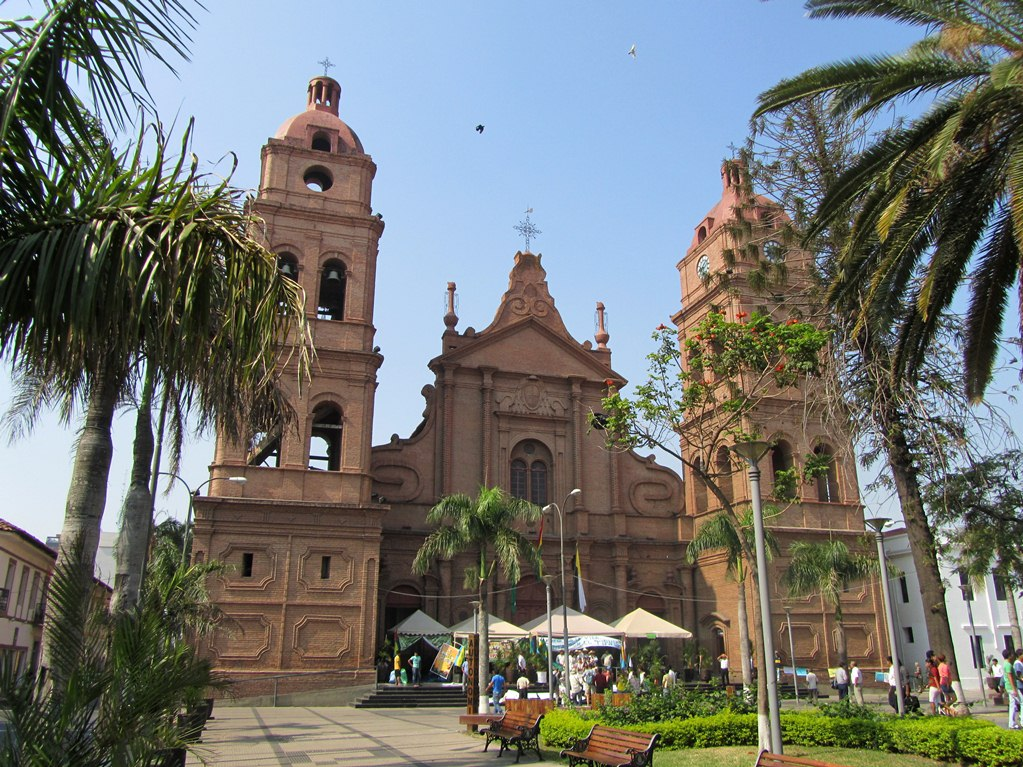
Bazylika katedralna św. Wawrzyńca

W Santa Cruz zachowało się wiele zabytków architektury kolonialnej, między innymi bazylika katedralna św. Wawrzyńca z XIX wieku i budynki misji jezuickich. W mieście znajdują się również muzea historii naturalnej, muzea etnograficzno-folklorystyczne i inne, a także kilka galerii sztuki.
Odpowiednio na wschód i na zachód od miasta są położone dwa duże parki narodowe, natomiast około 100 km na południowy zachód od Santa Cruz znajduje się prekolumbijskie stanowisko archeologiczne Samaipata, które w 1998 roku zostało wpisane na listę światowego dziedzictwa UNESCO.

## Religia
4 października 2020 roku Russell M. Nelson, prezydent Kościoła Jezusa Chrystusa Świętych w Dniach Ostatnich, na zakończenie 190. Półrocznej Konferencji Generalnej tego kościoła ogłosił, że Santa Cruz będzie jedną z sześciu lokalizacji budowy nowych świątyń.

## Miasta partnerskie
- Campinas
- Kurytyba
- Córdoba
- Parana
- Rosario
- La Plata
- Salta
- Santa Cruz w stanie Kalifornia
- Miami
- Taizhong
- Tainan
- Santa Cruz de Tenerife
- Asunción
- Arequipa
- Arica